# Svetovno prvenstvo v snookerju 1931
Svetovno prvenstvo v snookerju 1931 je bilo peto po vrsti. Poteklo je v biljardnici Lounge Hall v Nottinghamu, Anglija. 
Kljub obuditvi športa in dvigu priljubljenosti sta na prvenstvu sodelovala le dva igralca - štirikratni branilec naslova Joe Davis in dvakratni finalist Tom Dennis. 
Svoj peti zaporedni naslov je slavil Davis, ki je Dennisa premagal s 25–21.

## Izidi
|  | Finale Največ 49 framov |            |    |
|  |                         |            |    |
|  | Anglija                 | Joe Davis  | 25 |
|  | Anglija                 | Tom Dennis | 21 |

Vir: 